# تخريز
التخريز أو زخرفة الخرز، وناتج العمل يُسمى المُخرَّز، هو فن أو حرفة ربط الخرز بإدخال خيط أو سلك رفيع فيها بإبرة خياطة أو إبرة خرز، أو خياطتها بقطعة قماش. يُنتَج الخرز بمجموعة متنوعة من المواد والأشكال والأحجام وتختلف حسب نوع المُخرَّز. غالبًا ما تكون التخريز شكلًا من أشكال الزينة الشخصية (مثل المجوهرات) وقد تكون أعمالًا فنية أخرى.

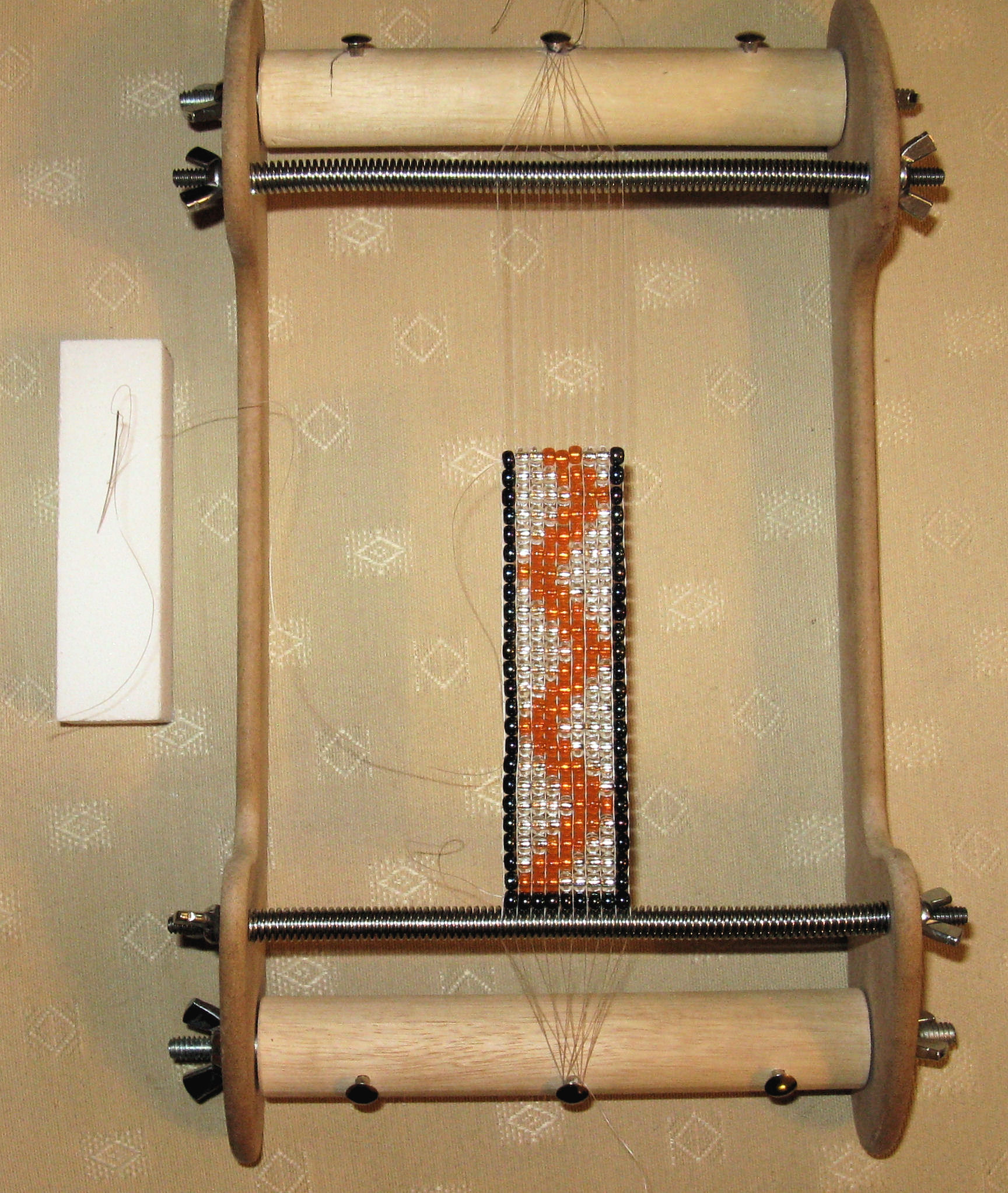
تخريز قيد التنفيذ على نول نسج حبة. تُستخدم الخرز السود والبرتقالية والشفافة لصنع سوار.

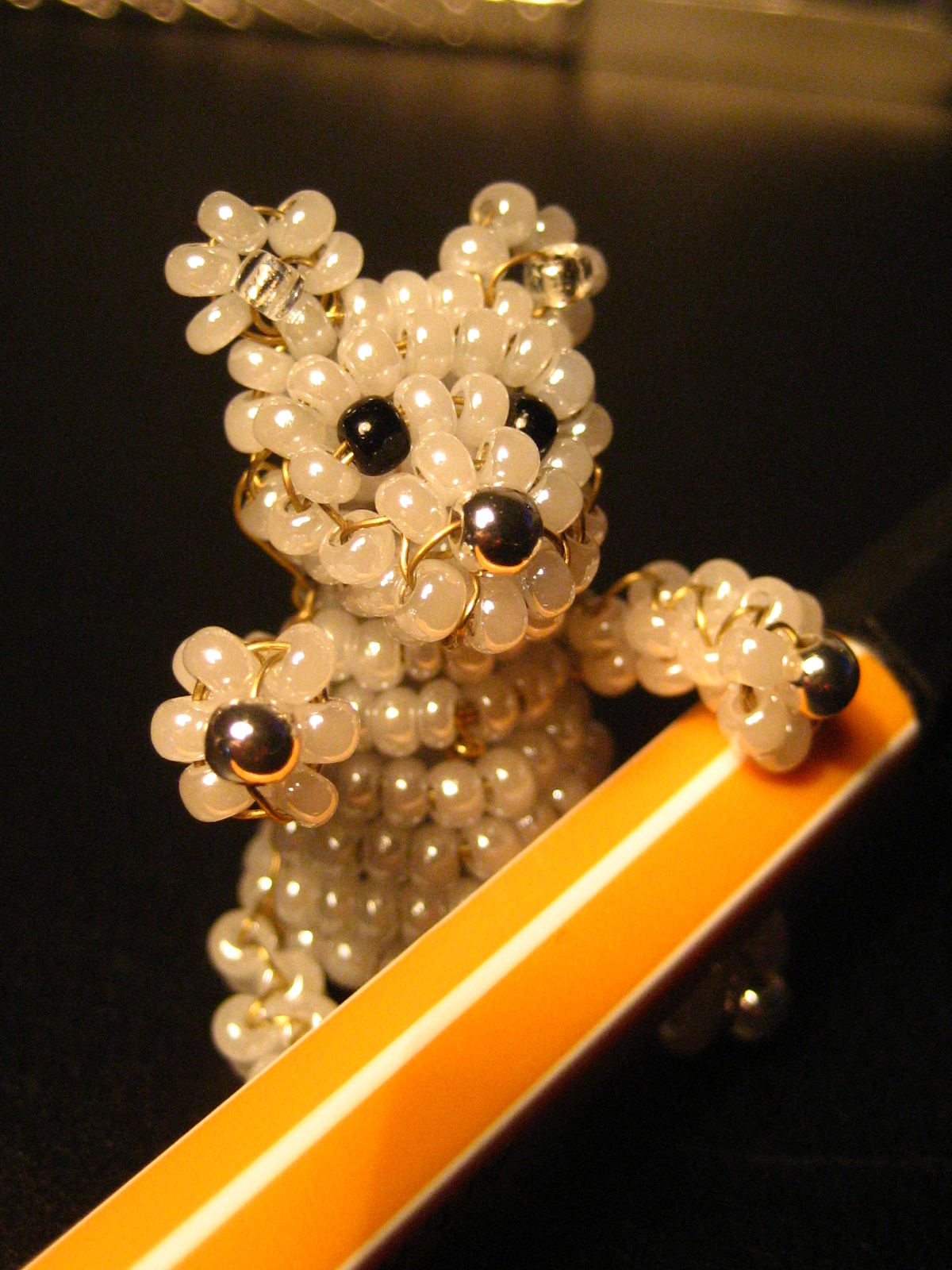
دب قطبي مصنوع من حبات اللؤلؤ مثال على عمل تخريز حديث

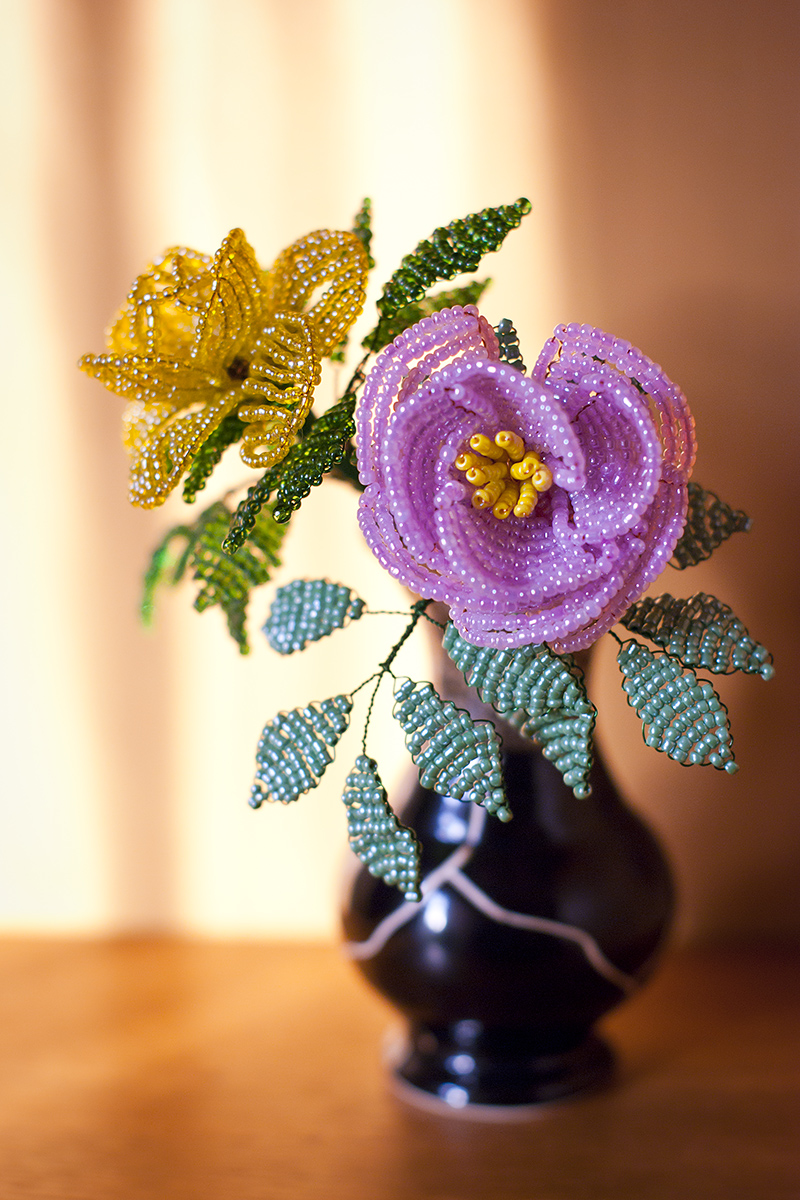

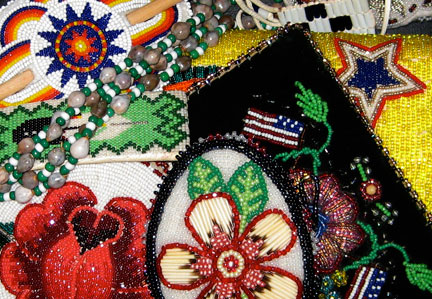
أمثلة على تخريز الأمريكيين الأصليين